# Amendu
Amendu är en ort i Mexiko.   Den ligger i kommunen Berriozábal och delstaten Chiapas, i den sydöstra delen av landet, 700 km öster om huvudstaden Mexico City. Amendu ligger 1 074 meter över havet och antalet invånare är 453.
Terrängen runt Amendu är huvudsakligen kuperad, men söderut är den platt. Runt Amendu är det mycket tätbefolkat, med 1 056 invånare per kvadratkilometer. Närmaste större samhälle är Berriozábal, 6,1 km sydost om Amendu. I omgivningarna runt Amendu växer huvudsakligen savannskog.